# سفارة أذربيجان في بلجيكا
سفارة أذربيجان في بلجيكا هي أرفع تمثيل دبلوماسي لدولة أذربيجان لدى بلجيكا. تقع السفارة في بروكسل وهي تهدف لتعزيز المصالح الأذربيجانية في بلجيكا.

## وصلات خارجية
- قائمة سفارات أذربيجان
- قائمة السفارات في بلجيكا